# Lee Seung-jae (Shorttracker)
Lee Seung-jae (kor. 이승재; * 6. April 1982 in Daegu) ist ein südkoreanischer Shorttracker.

## Karriere
Lee nahm 1999 an den Winter-Asienspielen in Gangwon teil, konnte jedoch keine Medaille erringen. Über 1500 m erreichte er das Finale und wurde Sechster. Bei den folgenden Winter-Asienspiele 2003 in der Präfektur Aomori gewann er Silber über 3000 m und Bronze über 1500 m.
Bei den Juniorenweltmeisterschaften 2000 errang er den vierten Platz im Mehrkampf. Im darauf folgenden Jahr gewann er bei den Juniorenweltmeisterschaften in Warschau Gold im Mehrkampf.
Er gewann bei den Weltmeisterschaften 1999 in Sofia Silber mit der Staffel. In den folgenden Jahren konnte er bei Weltmeisterschaften mit der Staffel noch drei Goldmedaillen gewinnen. Seine einzige WM-Medaille in einem Einzellauf errang er 2003 in Warschau mit Silber über 1500 m. Mit den südkoreanischen Team konnte er bei Teamweltmeisterschaften mehrere Medaillen gewinnen. Gold gewann er einmal 2004 in Sankt Petersburg. Er startete bei den Olympischen Winterspielen 2002 in Salt Lake City mit der Staffel über 5000 m zusammen mit Ahn Hyun-soo, Kim Dong-sung, Min Ryoung und Oh Se-jong. Sie wurden jedoch in den Finalläufen disqualifiziert. Nach seiner aktiven Laufbahn wurde Lee Shorttracktrainer in Jeonbuk.

## Laufbahn als Trainer
- 2012–2020:  trainierte er die Vereinigtes Königreich Nationalmannschaft.[7][8]

- Lee war Nationaltrainer der Vereinigtes Königreich Shorttrack-Nationalmannschaft bei den Olympischen Winterspielen 2014, 2018.[9][10]